# 宜安镇
宜安镇，是中华人民共和国河北省石家庄市鹿泉区下辖的一个乡镇级行政单位。

## 行政区划
宜安镇下辖以下地区：
牛山村、宜安村、裴村、东焦东队村、东焦中队村、东焦西队村、王屋村、高窑村、岭口村、于庄村、高家台村、马山村、永乐村、新寨村、田都村、东鲍庄村、西鲍庄村、南鲍庄村、北鲍庄村、孟岭村、东邱陵村、西邱陵村和庄头村。